# 영어 품사
영어 품사에는 명사, 대명사, 동사, 형용사, 부사, 전치사, 접속사, 감탄사가 있다.

## 명사
사람, 사물, 물질, 개념 등에 붙이는 이름을 말한다.

## 대명사
대명사는 명사를 대신 지칭하는 말이다.

## 동사
움직임이나 상태에 대한 묘사어이다.

## 형용사
형용사는 상태나 성질, 모양에 대한 묘사어다.

## 부사
동사나 형용사, 그리고 다른 부사나 절 전체를 수식하는 순수 수식어이다.

## 전치사
명사상당어와 짝을 이루어 명사를 꾸미거나, 절을 꾸미거나, 동사 뒤에 붙어서 동사구를 이루는 토씨어이다.

## 접속사
단어나, 구, 절 등을 연결하는 역할을 한다.

## 감탄사
감탄이나 비속어를 표출할 때 사용하는 단어이다.